# Consommation responsable
 (juin 2019).
La consommation responsable est une consommation plus respectueuse de l'environnement ou plus éthique, c’est-à-dire dont les consommateurs veulent privilégier les produits de consommation fabriqués dans des conditions respectueuses de l'environnement, des lois de protection du travail, ou les produits faisant l'objet d'un commerce équitable. La consommation durable ou écoconsommation est une forme de consommation responsable, qui s'inscrit plus spécifiquement dans une démarche de développement durable et correspond à un engagement civique pour la qualité de vie individuelle et collective. Les achats durables ou achats verts prennent une part grandissante dans les directions des achats, tant dans le secteur privé que dans le secteur public.

## Définition
L'Agence de l'environnement et de la maîtrise de l'énergie (ADEME) indique en présentant son guide Consommer responsable est possible qu'il est possible d'être responsable :
- à l'achat. En définissant bien ce dont on a besoin et en choisissant en fonction des labels environnementaux et des étiquettes.
- lors de l'utilisation. La manière d'utiliser compte beaucoup pour limiter les gaspillages et les pollutions et faire durer les produits.
- au moment de jeter. Réemployer, trier pour recycler.

L'alterconsommation consiste à « aller au-delà du simple intérêt des promesses d'usage d'un produit, en s'intéressant à sa genèse et à son influence sur l'environnement et la société »[source insuffisante].
D'après Alexandre Pasche l'alterconsommation est « une alternative à la consommation de masse, plus respectueuse de l’environnement et de l’équité sociale [...] Elle concerne l'écoconception, les produits verts, bio ou issus du commerce équitable, ou encore, les services et placements éthiques ».
L'écoconsommation essaie de s'appuyer sur des critères objectifs comme :
- la traçabilité : informer le consommateur sur tous les intermédiaires de la filière (producteur, revendeur, transporteur, distributeur) en décrivant leurs conditions de travail ;
- l'analyse du cycle de vie (ACV) : informer le consommateur sur le coût énergétique du produit, son transport, son emballage et sa recyclabilité.

L'écoconsommation est aussi un engagement individuel qui se manifeste par des actes simples comme ne pas utiliser de sacs plastiques et autres produits jetables : on parle alors d'« écogeste ».
Des achats verts sont des achats (de produits ou services) plus respectueux de l'environnement.
Le concept d'achats durables prend généralement aussi également en compte une dimension d'éthique de l'environnement avec le fait que ces achats soient fabriqués dans des conditions socialement respectueuses, ce qui est l'une des conditions (l'un des piliers) du développement durable. 
Ce concept répond généralement aussi à la volonté de l'acheteur de diminuer sa contribution aux émissions de gaz à effet de serre, et de diminuer son empreinte écologique ou celle des entreprises qui produisent l'objet ou le service qu'il achète. Ces objectifs doivent apparaître dans la rubrique « objet du marché ».

## Histoire du concept
Le concept de consommation responsable prend ses racines dans la philosophie et plus particulièrement dans l'éthique et l'éthique de l'environnement. 
Il les prend aussi dans les luttes sociales, contre l'esclavage, l'exploitation (ou surexploitation) des hommes, des ressources naturelles et de l'environnement, le travail des enfants, avant de s'ancrer dans le concept de développement durable qui a fait l'objet d'un consensus politique mondial au Sommet de la Terre de Rio en juin 1992. 
Il s'est appuyé dans les années 1990 sur les démarches émergentes d'écocertification, dont le label d'agriculture biologique et le FSC pour la gestion durable des forêts.
- Le 4 juillet 2001, en Europe, une communication interprétative[4] de la Commission européenne présente les possibilités offertes par le droit européen d’intégrer des considérations environnementales dans les procédures de passation des marchés publics.
La Cour européenne de justice clarifie ces possibilités en 2002 et 2003[5],[6]

- Au Sommet mondial sur le développement durable à Johannesbourg (26 août au 4 septembre 2002), le « plan de mise en œuvre » du sommet fait explicitement mention des marchés publics écologiques et préconise d'« encourager les autorités compétentes à tous les niveaux à prendre le développement durable en considération dans leur processus de décision [et de] promouvoir des politiques de passation des marchés publics qui encouragent le développement et la diffusion de biens et de services respectueux de l’environnement »[6]

- Cette même année 2002, les pays membres de l'OCDE adoptent une recommandation du Conseil visant à « améliorer les performances environnementales des marchés publics » [7],[6].

- Le 31 mars 2004, l'Union européenne adopte deux directives européennes sur les marchés publics[8],[9]. Elles renforcent et complètent le cadre juridique existant. Leurs considérants et dispositions précisent qu'il est possible d'intégrer des considérations environnementales dans les critères de sélection et d'attribution liés aux spécifications techniques (cf. le cahier des clauses techniques particulières en France), ainsi que dans les conditions d'exécution du marché. 
Ces deux directives ne s’appliquaient originellement qu’à la passation des marchés publics dont la valeur estimée dépassait certains seuils, mais la Cour de justice de l'Union européenne a statué en faveur de l’application des principes du traité CE concernant l’égalité de traitement et la transparence, ainsi que la libre circulation des marchandises, la liberté d’établissement et la libre prestation de services, également aux marchés dont la valeur est inférieure à ces seuils[6].

En Europe, la possibilité d'introduire des clauses sociale et environnementales dans les marchés publics a particulièrement été porté par de grandes ONG environnementales (WWF, Greenpeace, Amis de la Terre…) et des collectifs associatifs dont en France le collectif « De l’éthique sur l’étiquette ». 
Le développement de l'Internet a amplifié les moyens de communication sur ce thème, avec par exemple en France et entre autres le site de Novethic. L'État s'est lui-même impliqué en promouvant à la fin des années 1990 dans ses services une stratégie transversale de Verdissement des administrations puis en construisant un Plan national d'action pour des achats publics durables.

## Application

### Pour les particuliers
Nombreux sont les particuliers à prendre en compte cette dimension lors de leurs achats. Ils représenteraient 15 % à 25 % de la population française à intégrer des critères sociaux et environnementaux dans leurs achats. Les alterconsommateurs ou consom'acteurs sont « des consommateurs citoyens pour qui l'achat se révèle être un acte politique ». Lorsque seule la dimension environnementale est abordée, on parle alors en général d'éco-consommation. Cela revêt de très nombreuses formes : 
- achats directs aux agriculteurs
- achats directs de produits fermiers aux agriculteurs producteurs fermiers (maintien d'une société rurale française étoffée, des paysages, réduction de l'impact environnemental de la production agricole vivrière) ;
- achats de produits issus de l'agriculture biologique certifiée (réduction de l'impact environnemental de la production agricole vivrière) ;
- achats de produits issus de l'agriculture biologique (réduction de l'impact environnemental de la production agricole vivrière) ;
- achats de produits permettant de réduire la consommation de matières premières (réduction des emballages, de la consommation d'énergie…) ;
- achats de produits en circuit court (locavorisme), c'est-à-dire fabriqués à proximité et nécessitant peu de transport (réduction de la consommation d'énergie et de rejet de CO2) ;
- achats de produits issus du commerce équitable.

On pourra par exemple préférer un fruit de saison issu de l'agriculture biologique produit près de chez soi comme une pomme à une fraise achetée en hiver et produite en Espagne. Ou encore du café avec une marque de commerce équitable qu'un simple café de marque.

### Dans le secteur privé
La question des achats durables se pose de façon croissante pour les entreprises dans la mesure où ils répondent à plusieurs problèmes distincts : 
- engagement responsable de l'entreprise, notamment dans le cadre de la Responsabilité sociétale des entreprises
- nécessité de maîtriser ses risques fournisseurs
- occasion de communiquer sur ce thème envers ses clients

Les industriels veulent améliorer leur image de marque et pour ce faire les achats durables sont une chance : 
- engagement de l'entreprise vis-à-vis de ses fournisseurs ;
- réduire les transports au maximum afin de diminuer l'impact carbone ;
- travailler ensemble afin de trouver de nouveaux procédés de fabrication moins consommateurs de carbone ;
- former les futurs acheteurs[13] aux différentes normes liées au développement durable.

### Dans le secteur public
Les achats durables ont connu un réel développement dans le secteur public, depuis la sortie du nouveau Code des marchés publics en 2006, qui adresse la question de la prise en compte du développement durable dans les achats. Cette problématique est souvent abordée dans le cadre d'un agenda 21, en particulier dans son chapitre 4 sur la modification des modes de consommation.
La liste des produits achetés par les collectivités territoriales s’agrandit de plus en plus, ainsi que les nouveaux services fournis par les collectivités territoriales. La politique d'achat des collectivités territoriales consiste à intégrer les enjeux sociaux, environnementaux et éthiques. Les achats des collectivités publiques représentent environ 15 % du PIB, et 80 % ont une incidence directe sur le marché territorial. Le développement durable dans les achats publics représente un réel enjeu de développement pour les années à venir. Cela constitue un levier important pour orienter le marché sur des produits bio, pouvant ainsi impulser l’adaptation de l’offre de la part des fabricants et fournisseurs.
On peut citer comme exemple d'achats: véhicules, mobilier, produits de nettoyage, papiers de bureau et d’imprimerie, petites fournitures, l’éclairage public, bâtiment ...
Les achats durables ont également fait l'objet du comité opérationnel no 4 (État exemplaire) du Grenelle de l'environnement. L'une des mesures est par exemple l'allongement de la durée d'utilisation des ordinateurs personnels à cinq ans.
Plusieurs autres initiatives de création et d’animation de réseaux de collectivités territoriales sur les achats responsables ont vu le jour. Les réseaux territoriaux sont réunis au sein d’un groupe de travail national appelé « Commande publique et développement durable », créé en 2005, et animé par les Eco Maires avec le soutien de l’ADEME et en collaboration avec Cités Unies France. Les réseaux et leurs travaux sont présentés sur le site achatsresponsables.com. 

## Moyen

### Pour les particuliers
Les labels ont un rôle important dans la consommation responsable, et peuvent être considérés de plusieurs façons par les consommateurs.
Tout d’abord, les labels peuvent répondre à leur désir de justice. En effet, comme le souligne Delphine Pouchain, les labels sont devenus un « outil permettant au consommateur d'exercer son désir de justice ». 
Également, les labels permettent de réduire l’asymétrie d’information à laquelle sont confrontés les consommateurs. Il y a « une inégale répartition de l’information entre le producteur […] et le consommateur […] » (Tagbata & Sirieix, 2010:35), et les labels permettent de diminuer l’incertitude des consommateurs en réduisant l’asymétrie d’information générale (Tagbata & Sirieix, 2010). Par ailleurs, dans les supermarchés il manque la connaissance du producteur (Le Velly, 2004), ce qui pourrait freiner les consommateurs. Face à cela, les labels commerce équitable constituent, pour les consommateurs, un tiers de confiance (credible third party (Grolleau & Ben Abid, 2001)), renvoyant à un « cahier des charges précis et au contrôle formel de son application » (Le Velly, 2004:298). 
Enfin, il est clair que derrière l’idée d’un produit labellisé, les consommateurs associent souvent le label à une qualité de produit supérieure (Pouchain).
Les labels sont devenus un moyen, bien que controversé, permettant au consommateur de consommer de façon responsable.